# Kobe Shimbun
Kobe Shimbun (japanska: 神戸新聞?, Kōbe Shinbun) är en japansk dagstidning, grundad i Kobe 1898 av Kawasaki Shōzō.
Tidningen har en morgonupplaga på 403 204 och 111 863 för sin kvällsupplaga.[när?]